# Erich Frost
Erich Hugo Frost (ur. 22 grudnia 1900 w Lipsku; zm. 30 października 1987 w Lubece) – niemiecki muzyk, nadzorca Biura Oddziału Towarzystwa Strażnica w Niemczech.

## Początek działalności
Od 1919 roku w Lipsku studiował muzykę. Jego matka była członkinią ruchu Badaczy Pisma Świętego. Frost został ochrzczony 4 marca 1923 roku, a w roku 1928 wstąpił do służby pełnoczasowej. Erich Frost i Richard Blümel stosowali metody mające na celu zwrócenie uwagi ludzi na dobrą nowinę o Królestwie. Przez jakiś czas posługiwali się małą orkiestrą składającą się ze współwyznawców grających podczas wędrówki po ulicach miasta.
Od 1928 roku Erich Frost brał udział w projekcjach „Fotodramy stworzenia” w Niemczech. Jako zawodowego muzyka i dyrygenta zaproszono go na jej projekcję do Szczecina, by zapewnił temu filmowi właściwy akompaniament muzyczny. Do tej grupy przyłączyli się wkrótce inni muzycy, którzy zaczęli naśladować na instrumentach muzycznych świergot ptaków i szum drzew. Podczas pokazu w Monachium latem 1930 roku spotkał się z zespołem skrzypek Heinrich Lutterbach. Zaproszono go do współudziału w podróżach. Dwa lata później Frost otrzymał drugą serię filmu z przezroczami i polecono mu udać się z tym do Prus Wschodnich. Frost opracował akompaniament do skróconej wersji „Fotodramy” – „Dramatu stworzenia”.

## Okres prześladowań Świadków Jehowy w Niemczech
Wiosną 1934 roku, wkrótce po wprowadzeniu zakazu działalności Świadków Jehowy w Niemczech, został po raz pierwszy aresztowany, a po dziesięciu dniach zwolniony. Udało mu się ponownie prowadzić działalność w Czechosłowacji, gdzie 122 razy brał udział w projekcji „Fotodramy stworzenia”. W maju 1935 Frost powrócił do Niemiec, gdzie 13 czerwca 1935 roku został ponownie aresztowany i spędził pięć miesięcy w KL Columbia w Berlinie.
W dniach od 4 do 7 września 1936 roku wraz z 2500 świadkami Jehowy, w tym z 300, którym udało się przedostać do Szwajcarii, brał udział w kongresie międzynarodowym Świadków Jehowy w Lucernie. Kongres ten zwrócił uwagę władz na represje i prześladowania jakim byli poddawani Świadkowie Jehowy w Niemczech i Gdańsku.
W tym samym roku Joseph Franklin Rutherford powierzył mu nadzór nad podziemną działalnością Świadków Jehowy prześladowanych w Niemczech. Do 12 grudnia 1936 roku, zorganizowana przez niego specjalna kampania rozpowszechniania broszur objęła zasięgiem cały kraj. Frost został aresztowany 21 marca 1937 roku, jego żona w lipcu 1937 roku, zaś ich syna Gestapo przekazało na wychowanie rodzinie zastępczej.
Po 8 miesiącach sprawowania nadzoru nad działalnością w Niemczech Frost został osadzony w obozie koncentracyjnym Sachsenhausen. Tam skomponował pieśń Naprzód, Świadkowie! (znajdującą się w obecnym śpiewniku Świadków Jehowy „Radośnie śpiewajmy Jehowie’” pod tytułem Odwagi, Świadkowie!). Pieśń ta miała na celu pokrzepienie i dodanie odwagi wszystkim znajdującym się tam Świadkom Jehowy. Spisane słowa pieśni były ukryte w klatkach na króliki poza terenem obozu i ostatecznie zostały przemycone do Szwajcarii. Świadkowie Jehowy w Szwajcarii wysłali ją do nowojorskiego Biura Głównego Świadków Jehowy. 1 sierpnia 1948 roku została po raz pierwszy zaśpiewana przez chór na kongresie Świadków Jehowy.

## Okres powojenny
Po wojnie, w latach 1945–1955, pracował w charakterze nadzorcy niemieckiego Biura Oddziału Towarzystwa Strażnica. W 1955 roku z powodów zdrowotnych zrezygnował z tej funkcji.
W połowie lat 50. XX w. Ministerstwo Bezpieczeństwa Państwowego NRD (Stasi) bezskutecznie próbowało go zwerbować jako tajnego współpracownika. Kryptonim tej operacji brzmiał „Winter“ (Zima) od jego nazwiska Frost (Mróz). Po niepowodzeniu tej operacji Stasi przez wiele lat próbowało go zdyskredytować, wydając broszury z fabrykowanymi artykułami na jego temat.
Erich Frost był także jednym z mówców kongresowych na zgromadzeniach: w roku 1946 („Weselące się narody”, na którym wygłosił wykład publiczny „Chrześcijanie w piecu ognistym”), 1953 („Społeczeństwo Nowego Świata”) i 1955 („Tryumfujące Królestwo”) w Norymberdze, w roku 1949 w Berlinie, w roku 1951 („Czyste wielbienie”) w Berlinie i we Frankfurcie nad Menem, a w roku 1961 („Zjednoczeni wielbiciele”) w Hamburgu.
Erich Frost spędził w więzieniach i obozach dziewięć lat. Zmarł 30 października 1987 roku w wieku 86 lat.